# الزراعة في السويد

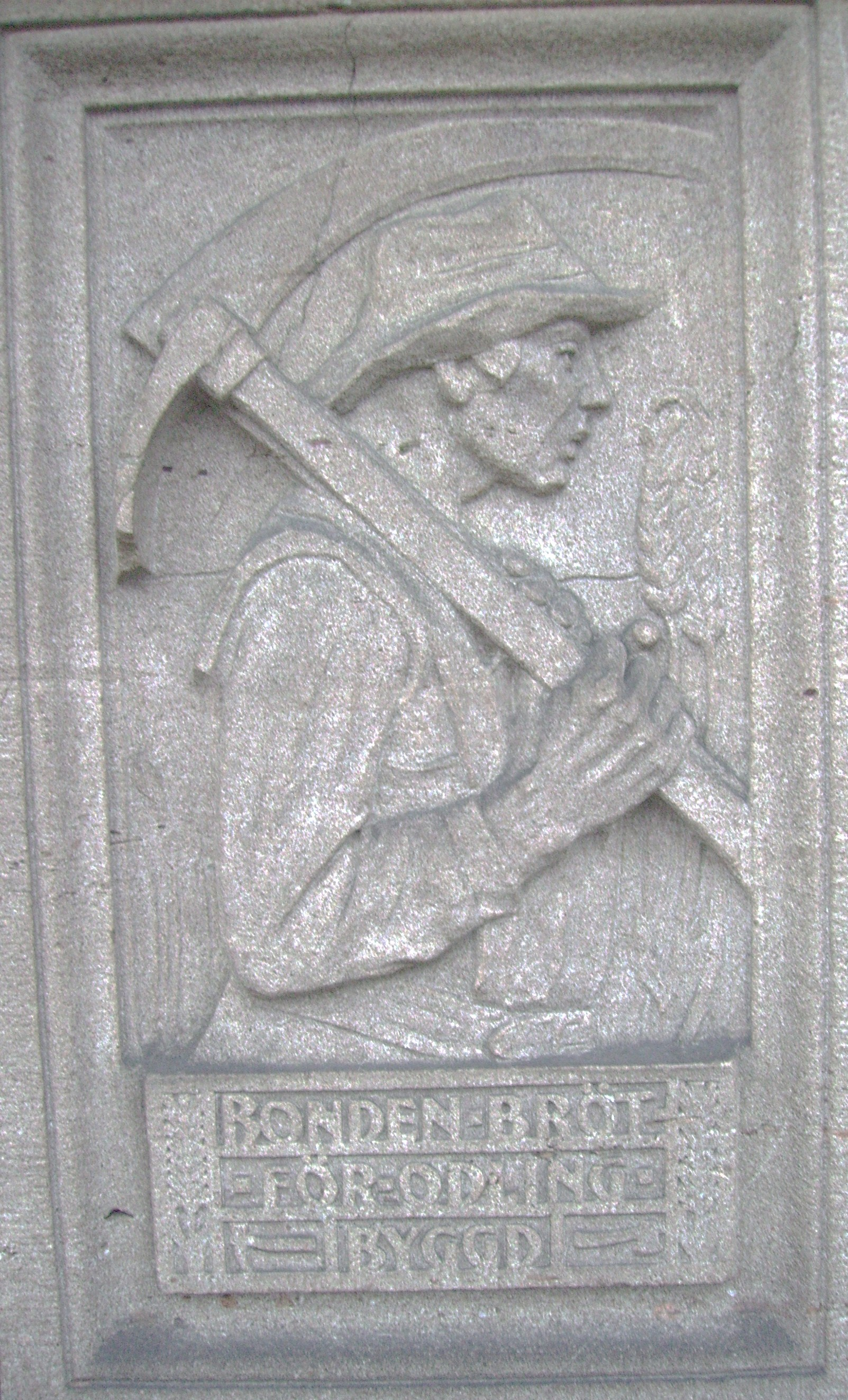
الزراعة في السويد: تماثيل الفلاحين في متحف الشمال

تختلف الزراعة في السويد حسب المنطقة. ويعود ذلك إلى التباين في التربة ومناطق المناخ المختلفة، حيث أن أجزاء كثيرة من البلاد أكثر ملاءمة للغابات. ويكون من الأكثر جدوى اقتصاديًا تخصيص الأراضي للغابات بدلًا من الزراعة في الأجزاء الشمالية والجبلية من البلاد.
يُعتبر الطرف الجنوبي من السويد الأكثر إنتاجية من الناحية الزراعية. تمتلك السويد مواسم نمو قصيرة نسبيًا في معظم أنحاء البلاد، مما يحد من الأنواع الزراعية والإنتاجية. يتميز الجنوب بأطول موسم نمو، والذي يتجاوز في بعض أجزاء الجنوب 240 يومًا. يُزرع القمح واللفت والنباتات الزيتية الأخرى جنبًا إلى جنب مع بنجر السكر بشكل شائع في جنوب السويد، بينما يعتبر الشعير والشوفان أكثر أهمية في المناطق الشمالية. يُزرع الشعير والشوفان أساسًا كعلف للحيوانات، وخاصة الخنازير والدواجن. تُعد الأراضي المنخفضة في وسط السويد المركز التقليدي للزراعة في السويد. تاريخيًا، كانت الزراعة واحدة من القطاعات الرئيسية في الاقتصاد السويدي. تاريخيًا، كانت الزراعة واحدة من القطاعات الرئيسية في الاقتصاد السويدي.
إحصائيات الإنتاج الزراعي متاحة عبر الإنترنت. وفي القرن الحادي والعشرين، التزمت الحكومة السويدية بالقضاء على انبعاثات الكربون من الصناعة الزراعية بحلول عام 2030.
الإنتاج الغذائي الناتج عن الصيد وتربية الأحياء المائية ليس ذا أهمية كبيرة من الناحية الاقتصادية للاقتصاد السويدي ككل، ولكنه نشاط مهم للمدن الساحلية.

## العوامل الجغرافية
يتميز مناخ السويد في المناطق الوسطى والجنوبية بأنه أكثر اعتدالًا وجفافًا مقارنة ببعض الدول المجاورة في الجنوب. يعود هذا الاعتدال إلى الرياح الغربية السائدة وتأثير تيار الخليج. أما المناخ في شمال السويد، فيُصنف إلى حد كبير على أنه شبه قطبي أو تندرة.
تشكل لابلاند حوالي ربع مساحة السويد. بينما تمثل منطقة نورلند (Norrland) ككل حوالي 60% من مساحة البلاد، ولكنها تحتوي على حوالي 12% فقط من السكان. تتميز هذه المناطق بوجود البحيرات والجبال والغابات والتندرا، وتُهيمن عليها أنشطة الغابات وقطع الأشجار والتعدين. كما تسكن المناطق الشمالية الأقصى شعوب السامي، الذين ترتبط تقاليدهم في تربية الحيوانات برعي حيوان الرنة.
تعد المناطق الوسطى والجنوبية من السويد مناطق ذات أهمية زراعية رئيسية.
أما جزيرة غوتلاند، الواقعة قبالة الساحل الشرقي، فهي أكبر جزيرة في السويد وتعد مركزًا مهمًا لتصنيع الغذاء والزراعة.

## الموجز الحالي
في عام 2023، بلغ إجمالي الدخل الزراعي الإجمالي 9.1 مليار كرونة سويدية، مما يمثل انخفاضًا بنسبة 50% مقارنة بالعام السابق. يُعزى هذا الاختلاف إلى انخفاض أسعار الحبوب وثبات تكاليف الإنتاج. ومع ذلك، فإن إجمالي الدخل الزراعي الإجمالي مشابه لما كان عليه في الفترة بين 2019-2021.
تُعد صناعة الألبان القطاع الأكبر من الناحية الاقتصادية، حيث تساهم بنسبة 20% من قيمة الإنتاج الزراعي السويدي. كما أن إنتاج لحم الخنزير والدواجن كبير نسبيًا، في حين أن إنتاج الأغنام والضأن محدود. لا يستطيع منتجو الأغنام والضأن ومنتجو الصوف المنافسة مع دول مثل أستراليا ونيوزيلندا التي تتمتع بمراعي خضراء على مدار العام.
يوظف القطاع الزراعي السويدي (باستثناء الغابات وصناعة الأغذية) 177,600 شخص، مما يعادل حوالي 1.5% من القوى العاملة السويدية. ويوجد 72 ألف مزرعة وشركة زراعية، وهو ما يمثل نصف العدد الذي كان في عام 1970. تبلغ مساحة المزرعة المتوسطة 88 فدانًا (36 هكتارًا) من الحقول.

## السياسة العامة
تخضع السياسات الحكومية لإدارة مجلس الزراعة السويدي، الذي يوفر معلومات عبر الإنترنت بشأن السياسات والإحصاءات. يتم تخطيط الزراعة السويدية في إطار السياسة الزراعية المشتركة للاتحاد الأوروبي. تمتد أحدث خطة استراتيجية لمدة خمس سنوات قدمتها السويد تبدأ من عام 2023. تشمل الخطة حقيقة أن 10% فقط من مساحة الأرض تُستخدم للزراعة، بينما يُستخدم 70% منها للغابات.

## التاريخ

### الأصول
بدأت الزراعة وتربية الحيوانات في منطقة السويد الحديثة خلال العصر الحجري. كان الشعير هو المحصول الأكثر أهمية، إلى جانب زراعة القمح والدُخن والكتّان. أدى تحول السويد إلى المسيحية، حوالي عام 1000، إلى تحسينات في الزراعة بفضل تدفق المعرفة بأساليب الزراعة المتقدمة من الدول الجنوبية. خلال فترة العصور الوسطى بأكملها، نشرت الحدائق الرهبانية المعرفة بالنباتات الأجنبية المناسبة للزراعة والطرق الزراعية.

### من القرن السادس عشر إلى القرن التاسع عشر
أولى غوستاف الأول في القرن السادس عشر اهتمامًا شخصيًا بتحسين الممتلكات الملكية، وشهدت فترة حكمه ازدهارًا للزراعة. صدرت السويد الحبوب خصوصًا وبشكل منتظم. استمر ذلك حتى عهد تشارلز الثاني عشر في أوائل القرن الثامن عشر، حيث ألحقت الحروب خسائر كبيرة بالسكان، وفقدت السويد المقاطعات المنتجة للحبوب على بحر البلطيق.
بحلول منتصف القرن الثامن عشر، بدأت إصلاحات الأراضي التي أُعيد بموجبها توزيع قطع الأراضي المبعثرة حول القرى تدريجيًا إلى ممتلكات متماسكة. أتاح هذا النهج إمكانية اتباع نهج زراعة أكثر عقلانية. كما ركز العلماء السويديون على تحسين الزراعة، وكان من أبرزهم عالم النبات كارل لينيوس وعالم الكيمياء الزراعية يوهان جوتشالك واليريوس بصفتهما الممثلين الرئيسيين لهذا الاتجاه. من ناحية ثانية، كانت معظم الأنشطة الحكومية في تلك الفترة موجهة من المنظور التجاري.
في وقت لاحق من القرن، زاد التركيز على تربية الحيوانات. تم شراء سلالات أجنبية مختارة وجعلها متاحة في مراكز تربية المواشي (1702–1864).
كانت جميع المزارع في السويد تخضع للضرائب بناءً على قدرتها الإنتاجية، مما أدى إلى ارتفاع تنظيم الإقطاع. كان هذا نظامًا اجتماعيًا واقتصاديًا يسمح للنبلاء بالسيطرة على العمال وتوفير احتياجاتهم في المقابل. وفقًا للسجلات في أوائل القرن الثامن عشر، كان حوالي ثلث الأراضي مملوكًا بهذه الطريقة من قبل الطبقة الأرستقراطية. لكن مع حركتي إعادة توزيع الأراضي، اختفى النظام الإقطاعي بسرعة.

### التغيرات في القرن التاسع عشر

#### التغيرات العامة
في أعقاب الحرب الفنلندية (1808–1809)، حظيت تحسينات الزراعة باهتمام كبير من الحكومة السويدية والجهات الفاعلة الخاصة. لعبت الأكاديمية الملكية السويدية للزراعة (تأسست عام 1811) والجمعيات الاقتصادية والزراعية الريفية دورًا مهمًا. تم تأسيس مثل هذه الجمعيات في معظم مقاطعات السويد في ذلك الوقت. تم تنظيم إنتاج المشروبات المقطرة واستمرت إصلاحات الأراضي. استُخدمت مناطق جديدة، وخاصة الأراضي الرطبة، للزراعة، وتم تحسين طرق الزراعة. كان ذلك واضحًا بشكل خاص في إنتاج العلف، الذي استفاد من زراعة النباتات المثبتة للنيتروجين مثل البرسيم والبيقية. تم أيضًا تحويل العديد من المروج إلى محاصيل علف، مما زاد من كمية العلف المتاحة. حظيت زراعة المحاصيل باهتمام خاص، في النصف الأول من القرن التاسع عشر. وسرعان ما أصبحت الحبوب الصادرات الرئيسية للسويد، بدلًا من كونها مستوردة.